# Список ныне живущих архиереев Православной церкви Чешских земель и Словакии
В списке представлены ныне живущие архиереи Православной церкви Чешских земель и Словакии.
Епископат Православной церкви Чешских земель и Словакии насчитывает (на 20 апреля 2024 года) шестерых человек, из них четверо — епархиальные архиереи, в том числе Предстоятель Церкви митрополит Чешских земель и Словакии Ростислав, один — викарный архиерей и один — архиерей на покое.
Список составлен в порядке старшинства епископской хиротонии (первая дата в скобках после имени).
Старейший по возрасту архиерей Православной церкви Чешских земель и Словакии — архиепископ Пражский Михаил (Дандар) (78 лет); самый молодой — епископ Оломоуцкий и Брненский Исаия (Сланинка) (44 года).

## Предстоятельство митрополитаДорофея

### Хиротонии 1988 года
1. Христофор (Пулец), архиепископ, бывший Пражский, митрополит Чешских земель и Словакии (17 апреля 1988; на покое с 12 апреля 2013)

## Предстоятельство митрополитаХристофора

### Хиротонии 2007 года
1. Георгий (Странский), архиепископ Михаловский и Кошицкий (30 сентября 2007 года; на кафедре со дня хиротонии)

### Хиротонии 2009 года
1. Иоаким (Грди), архиепископ Бероунский, викарий Пражской епархии (14 февраля 2009 года; на кафедре с 14 марта 2015)

### Хиротонии 2012 года
1. Ростислав (Гонт), архиепископ Прешовский, митрополит Чешских земель и Словакии (18 ноября 2012; на кафедре с 11 января 2014)

## Предстоятельство митрополитаРостислава

### Хиротонии 2015 года
1. Исаия (Сланинка), епископ  Оломоуцкий и Брненский (22 февраля 2015; на кафедре с 20 апреля 2024)
2. Михаил (Дандар), архиепископ Пражский (14 марта 2015; на кафедре со дня хиротонии)